# Francesca Gordigiani
Francesca Gordigiani (Firenze, 20 febbraio 1940) è un'ex tennista italiana.
Vanta sette presenze (tre in singolare e quattro in doppio) in Fed Cup, ed è stata campionessa italiana, in singolare, nel 1964.

## Biografia

### Carriera
Da junior, vince la Coppa Lambertenghi a Milano (1955) e s'impone alla ribalta internazionale a soli diciotto anni, nel 1958, vincendo il singolare al torneo juniores del Roland Garros. Nello stesso anno, in doppio, con Resi Riedl, vince il torneo di Cannes, battendo la coppia formata da Lea Pericoli e Lucia Bassi. 
Nel 1959, si aggiudica il suo primo titolo italiano assoluto, nel doppio misto, in coppia con Sergio Jacobini e lo bissa l’anno successivo, in coppia con Michele Pirro. Giunge al terzo turno, a Wimbledon, nel 1961, perdendo dalla sudafricana Renée Schuurman in tre set. L'anno dopo, vince il torneo di Mentone sia nel singolare, battendo la tedesca Heide Schildknecht, sia nel doppio, in coppia con la spagnola Maria Carmen Coronado.
Agli Internazionali di Francia 1963, nel doppio, in coppia con Lucia Bassi, compie l’exploit di raggiungere la semifinale, perdendo soltanto da Ann Haydon-Jones e Renée Schuurman, che poi vinceranno il torneo. A Wimbledon raggiunge nuovamente il terzo turno, perdendo ancora dalla sudafricana Schuurman.
Nel 1964, raggiunge ancora una volta il terzo turno a Wimbledon, dove perde in tre set dalla francese Lapoutre. Conquista il suo unico titolo italiano, nel singolare, in una tiratissima finale in tre set (3-6, 8-6, 6-1), battendo Resi Riedl, dopo averle annullato due match-ball. In coppia con la stessa Riedl, vince il torneo di doppio a Berlino Ovest, nel 1965.
Francesca Gordigiani è passata alla storia per aver conquistato il punto decisivo della prima vittoria della squadra italiana in Fed Cup. L’evento è avvenuto sull’erba del Kooyoong Tennis Club di Melbourne, nel 1965, contro la Germania Ovest. In precedenza, Lea Pericoli si era aggiudicata il primo punto, per ritiro di Helga Masthoff. Gordigiani affronta Heide Schildknecht e la batte in tre set 4-6, 7-5, 6-4, vendicandosi anche della sconfitta subita in Fed Cup, l’anno precedente. Nel turno successivo, l’Italia non potrà far nulla contro le campionesse statunitensi. 
Gordigiani approfitta del soggiorno a Melbourne per partecipare, per l'unica volta, agli Internazionali d'Australia dove, nel singolare, è costretta ad arrendersi al secondo turno alla fuoriclasse brasiliana Maria Bueno, mentre, nel doppio misto, raggiunge il terzo turno, in coppia con l'australiano Ross Sherriff.
Nel 1966, raggiunge il terzo turno, a Parigi, nel doppio misto, in coppia con l'ecuadoriano Miguel Olvera. Conquista il titolo di campionessa italiana nel doppio, in coppia con Roberta Beltrame (quarto complessivo). Sempre con la Beltrame, vince il torneo di doppio a Catania. Partecipa al primo torneo open del Roland Garros (1968), raggiungendo il terzo turno, per poi cedere all’australiana Lesley Hunt, 6-1, 7-5.

### Caratteristiche tecniche
Il Corriere Fiorentino la ha definita “agile e graffiante, con i riflessi felini votati al serve and volley”.